# Otto Bonsema
Johan Otto Bonsema (Groningen, 3 november 1909 – Groningen, 27 maart 1994) was een voetballer uit Groningen. Hij speelde onder meer voor Velocitas en GVAV. Tussen 1932 en 1939 speelde hij zes keer in het Nederlands Elftal.

## Jeugd
Bonsema is de tweede van vier kinderen van touwhandelaar Abraham Bonsema en zijn vrouw Johanna Leertouwer. Otto brengt het grootste deel van zijn jeugd door in de Lissabonsteeg in de stad Groningen. Voetballen leerde hij, net als veel van zijn tijdgenoten, op het opgespoten zeezand van de Oranjebuurt.

## Voetballer
Bonsema werd in de jaren twintig lid van Velocitas, waar zijn vader de voorzitter is. Destijds gold de club als tweede club in Groningen, achter Be Quick.
Hij bleek een groot talent en speelde vanaf het seizoen 1928-1929 in het eerste elftal, waar hij over het algemeen de rechtervleugel vormde met de grillige rechtsbuiten Eppie Meulema.Twee jaar later maakt hij zijn debuut in het eerste elftal. In 1931 speelt Velocitas om het noordelijk kampioenschap tegen Veendam. De wedstrijd wordt vanwege de enorme belangstelling op de Esserberg gespeeld. Helaas verliest Velocitas de wedstrijd met 1-0.
Velocitas wist met Bonsema een geslaagde aanval te doen op de positie van Be Quick. In de periode 1926 tot 1935 behaalde Velocitas vrijwel ieder jaar het Noordelijk kampioenschap. In de finalecompetitie, tussen de vijf afdelingskampioenen kwam het echter nooit verder dan de tweede plaats.
Het grootste succes behaalde Bonsema met Velocitas in 1934 toen de ploeg de KNVB beker won na in de finale te winnen van Feyenoord.
Bonsema stapte in 1937 over naar GVAV. Oorzaak daarvan was een schandaal. Velocitas werd door de KNVB verdacht van overtreding van de toenmalige amateurbepalingen. Het bleek dat de spelers op de lange treinreizen die gemaakt moesten worden voor de kampioenscompetitie een vergoeding voor eten en drinken hadden gekregen van fl 2,50 per speler, hetgeen in die jaren van stringent amateurisme niet was toegestaan. Het bestuur, waarin de vader van Otto Bonsema als voorzitter fungeerde, trad daarop af. Bonsema en enige medespelers waren solidair met het bestuur. Het nieuwe bestuur accepteerde dat niet en Bonsema en de met hem solidaire spelers werden geschorst tot 1 januari 1940. Voor Velocitas betekende dit het definitieve einde van haar gouden eeuw. Voor GVAV is Bonsema een grote aanwinst. In 1940 behaalt de club, met Bonsema, voor de eerste en laatste maal in haar bestaan het Noordelijk kampioenschap. Dankzij het goede spel wordt hij opnieuw geselecteerd voor het Nederlands Elftal.

## Vertegenwoordigend voetbal
Hij wordt geselecteerd voor het Nederlands Elftal en debuteert op 29 mei in Amsterdam tegen het zeer sterke Slowakije, als linksbinnen maakt Bonsema het enige Nederlandse doelpunt maar moest toezien dat het elftal met 1-2 verloor. In het volgende jaar speelt Bonsema nog vier interlands waarin hij twee keer scoort. Op 23 april 1939 speelt hij zijn zesde en laatste interland tegen België, de wedstrijd in Amsterdam wordt met 3-2 gewonnen. Ook is Otto een vaste klant in het noordelijk elftal ondanks dat hij ook bij reservebeurten voor oranje niet mee kan doen met de noordelijke ploeg speelt hij tientallen wedstrijden voor dit elftal. Onder andere zeven keer in de jaarlijkse semi-interland tegen Noord-Duitsland, voor de oorlog de belangrijkste wedstrijd op de noordelijke voetbalkalender.

## Trainer
Bonsema beëindigt zijn loopbaan als speler halverwege het seizoen 1942/1943. Hij treedt als coach in dienst van de KNVB. Toen Heerenveen-trainer Anton Dalhuysen in 1945 plotseling overleed, werd hij een korte tijd trainer van Heerenveen, waar hij onder meer Abe Lenstra onder zijn hoede kreeg.
Op 1 januari 1948 keerde hij als trainer terug bij GVAV, de club die hij 14 jaar succesvol zou trainen. Onder zijn leiding weet de ploeg als enige in het noorden zich in 1960, na de invoering van het betaald voetbal, te plaatsen voor de eredivisie. Hij wordt opgevolgd door Tinus van der Pijl.
Als bekend wordt dat Bonsema stopt bij GVAV zijn andere clubs zeer in hem geïnteresseerd, Feijenoord gaat zelfs zover dat Bonsema zelf zijn salaris mag vaststellen. Maar Bonsema heeft inmiddels een sportzaak in de stad Groningen en kiest voor Veendam waar hij tien jaar blijft, eerst als trainer en later als manager technische zaken. In die rol krijgt hij in 1970 een conflict met de toenmalige trainer Leo Beenhakker. Beenhakker moet het veld ruimen en Bonsema keert nog een keer terug als trainer. Op zijn 65e traint hij in zijn woonplaats Norg nog de plaatselijke voetbal club GOMOS.
Na het afsluiten van zijn carrière is Bonsema nog betrokken bij het Eurovoetbal toernooi, dat jaarlijks in Groningen wordt gehouden. Na zijn dood in 1994 wordt de bokaal die ieder jaar wordt uitgereikt aan de beste speler vernoemd naar Bonsema.

## Palmares
| Nationaal                |    |                                          |
| Kampioen van het noorden | 7x | 1929, 1930, 1931, 1933, 1934, 1935, 1940 |
| Groninger Dagbladbeker   | 6x | 1932, 1938, 1939, 1940, 1941, 1942       |
| KNVB beker               | 1x | 1934                                     |